# Trương Vĩnh Ký

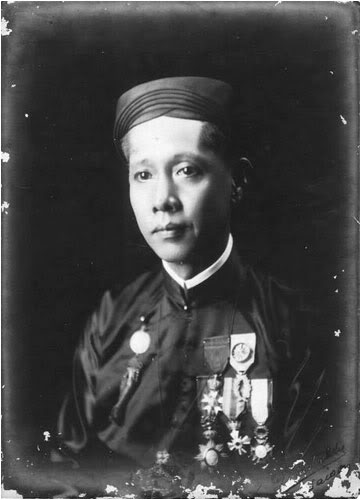
Trương Vĩnh Ký

Trương Vĩnh Ký (conocido también como Jean-Baptiste Pétrus o Petrus Ký) (Vĩnh Long, Vietnam, 6 de diciembre de 1837 - Saigón, 1 de septiembre de 1898), escritor, traductor, periodista y erudito vietnamita, cuyas publicaciones contribuyeron al entendimiento entre el Vietnam colonial y Europa.
Escribió más de 100 obras sobre geografía, historia, literatura vietnamita. Confeccionó varios diccionarios, incluyendo el primero francés-vietnamita. Tradujo además muchas obras de la antigua escritura vietnamita (chử Nôm) a la actual (Quốc Ngữ). Sus obras ayudaron a popularizar la escritura Quốc Ngữ, llevando en definitiva a su oficialización a inicios del siglo XX. 
Fue distinguido por su labor por la Académie française y condecorado con la Legión de Honor.

## Obras
- Abrégé de grammaire annamite
- Kim Vân Kiều, 1875 (primera traducción al vietnamita en escritura actual)
- Petit cours de géographie de la Basse-Cochichine
- Cours de langue annamite
- Voyage au Tonkin en 1876
- Guide de la conversation annamite
- Phép lịch sự An Nam, Les convenances et les civilités annamites
- Cours de la langue mandarine ou des caractères chinois
- Cours d'histoire annamite
- Cours de littérature annamite, 1891
- Cours de géographie générale de l'Indochine
- Grand Dictionnaire Annamite Francaise